# Ловчий надвірний коронний
Ловчий надвірний коронний (також, дворний, двірський, підловчий; лат. venator curiae) — уряд двірський у Речі Посполитої, заступник ловчого великого коронного.

## Історія та обов'язки уряду
Уряд виник за часів правління Владислава IV. Ловчий стежив за королівськими лісами та псарнею, створював мисливську службу (сокольників, ястребних та ін.), дбав про мисливське спорядження, керував проведенням полювань монарха та боровся з незаконним полюванням (браконьєрством).
Спочатку уряд був двірським, проте з XVIII століття став почесним (диґнітарським). Одночасно його могли обіймати декілька осіб.